# 204. strelska divizija (ZSSR)
204. strelska divizija (izvirno rusko 204. стрелковая дивизия; kratica 204. SD) je bila strelska divizija Rdeče armade v času druge svetovne vojne.

## Zgodovina
Divizija je bila ustanovljena novembra 1941 v Blagovešensku, bila preimenovana v 78. gardno strelsko divizijo in bila ponovno ustanovljena julija 1943 v Nelidovu s preoblikovanju 37. strelske brigade.